# FA Cup 2001/02
Der FA Cup 2001/02 war die 121. Austragung des weltweit ältesten Fußballpokalturniers; The Football Association Challenge Cup, oder kurz FA Cup. Der Pokalwettbewerb endete mit dem Finale am 4. Mai 2002 zum zweiten Mal im Millennium Stadium in Cardiff, Wales. Der Sieger dieser Austragung war der FC Arsenal.

## Kalender
| Runde                              | Datum             |
| ---------------------------------- | ----------------- |
| Extra Vorrunde                     |                   |
| Vorrunde                           |                   |
| Erste Qualifikationsrunde          |                   |
| Zweite Qualifikationsrunde         |                   |
| Dritte Qualifikationsrunde         | 13. Oktober 2001  |
| Vierte Qualifikationsrunde         | 27. Oktober 2001  |
| Erste Hauptrunde                   | 17. November 2001 |
| Zweite Hauptrunde                  | 8. Dezember 2001  |
| Dritte Hauptrunde                  | 5. Januar 2002    |
| Vierte Hauptrunde                  | 26. Januar 2002   |
| Fünfte Hauptrunde                  | 16. Februar 2002  |
| Sechste Hauptrunde (Viertelfinale) | 9. März 2002      |
| Halbfinale                         | 14. April 2002    |
| Finale                             | 4. Mai 2002       |

## Modus
Kompletter Überblick bei: FA Cup
Der FA Cup wird in Runden ausgespielt. Teilnehmen kann jede Mannschaft, die ein bestimmtes Leistungsniveau hat und ein angemessenes Spielfeld besitzt. Gespielt wird i. d. R. nur mit einem Hinspiel. Bei unentschieden findet ein Rückspiel statt. Endet das Rückspiel ebenfalls unentschieden geht das Spiel in Verlängerung bzw. Elfmeterschießen. Dieser Modus geht bis zur sechsten Hauptrunde. Ab dem Halbfinale gibt es nur ein Spiel ggf. mit Verlängerung und Elfmeterschießen. Jeder Sieger erhält eine Prämie aus den Fernsehgeldern, die nach Runde gestaffelt ist.

## Hauptrunde

### Erste Hauptrunde
Die Spiele wurden am Wochenende des 16. bis 18. November 2001 ausgetragen. Die Wiederholungsspiele fanden am 27. bis 28. November statt.
|                        | Ergebnis |                        |
| ---------------------- | -------- | ---------------------- |
| FC Blackpool           | 2:2      | AFC Newport County     |
| AFC Bournemouth        | 3:0      | Worksop Town           |
| FC Barnet              | 0:0      | Carlisle United        |
| Bristol City           | 0:1      | Leyton Orient          |
| FC Reading             | 1:0      | Welling United         |
| Northwich Victoria     | 2:5      | Hull City              |
| Macclesfield Town      | 2:2      | Forest Green Rovers    |
| Lincoln City F.C.      | 1:1      | FC Bury                |
| Swindon Town           | 3:1      | Hartlepool United      |
| Doncaster Rovers       | 2:3      | Scunthorpe United      |
| Tranmere Rovers        | 4:1      | Brigg Town             |
| Kidderminster Harriers | 0:1      | FC Darlington          |
| FC Brentford           | 1:0      | FC Morecambe           |
| Brighton & Hove Albion | 1:0      | Shrewsbury Town        |
| Oldham Athletic        | 1:1      | AFC Barrow             |
| Worcester City         | 0:1      | Rushden & Diamonds     |
| FC Altrincham          | 1:1      | Lancaster City         |
| Southend United        | 3:2      | Luton Town             |
| Exeter City            | 3:0      | Cambridge City         |
| Huddersfield Town      | 2:1      | Gravesend & Northfleet |
| Mansfield Town         | 1:0      | Oxford United          |
| Cardiff City           | 3:1      | Tiverton Town          |
| Grays Athletic         | 1:2      | Hinckley United        |
| Port Vale              | 3:0      | Aylesbury United       |
| Halifax Town           | 2:1      | Farnborough Town       |
| Stalybridge Celtic     | 0:3      | FC Chesterfield        |
| Torquay United         | 1:2      | Northampton Town       |
| Hereford United        | 1:0      | FC Wrexham             |
| Kettering Town         | 1:6      | Cheltenham Town        |
| Stoke City             | 2:0      | FC Lewes               |
| FC Hayes               | 3:4      | Wycombe Wanderers      |
| Wigan Athletic         | 0:1      | FC Canvey Island       |
| FC Tamworth            | 1:1      | AFC Rochdale           |
| Colchester United      | 0:0      | York City              |
| Whitby Town            | 1:1      | Plymouth Argyle        |
| Cambridge United       | 1:1      | Notts County           |
| Swansea City           | 4:0      | Queens Park Rangers    |
| Dagenham & Redbridge   | 1:0      | FC Southport           |
| Aldershot Town         | 0:0      | Bristol Rovers         |
| Bedford Town           | 0:0      | Peterborough United    |

Wiederholungsspiele
|                     | Ergebnis          |                   |
| ------------------- | ----------------- | ----------------- |
| AFC Newport County  | 1:4               | FC Blackpool      |
| Carlisle United     | 1:0               | FC Barnet         |
| Forest Green Rovers | 1:1 (10:11 i. E.) | Macclesfield Town |
| FC Bury             | 1:1 (2:3 i. E.)   | Lincoln City F.C. |
| AFC Barrow          | 0:2               | Oldham Athletic   |
| Lancaster City      | 1:4               | FC Altrincham     |
| AFC Rochdale        | 1:0               | FC Tamworth       |
| York City           | 2:2 (3:2 i. E.)   | Colchester United |
| Plymouth Argyle     | 3:2               | Whitby Town       |
| Notts County        | 2:0               | Cambridge United  |
| Bristol Rovers      | 1:0               | Aldershot Town    |
| Peterborough United | 2:1               | Bedford Town      |

### Zweite Hauptrunde
Die Spiele wurden am 8. und 9. Dezember 2001 ausgetragen. Die Wiederholungsspiele folgten am 12. bis 19. Dezember des Jahres.
|                        | Ergebnis |                      |
| ---------------------- | -------- | -------------------- |
| FC Blackpool           | 2:0      | AFC Rochdale         |
| FC Chesterfield        | 1:1      | Southend United      |
| FC Canvey Island       | 1:0      | Northampton Town     |
| Macclesfield Town      | 4:1      | Swansea City         |
| Swindon Town           | 3:2      | Hereford United      |
| Tranmere Rovers        | 6:1      | Plymouth Argyle      |
| Wycombe Wanderers      | 3:0      | Notts County         |
| Brighton & Hove Albion | 2:1      | Rushden & Diamonds   |
| Plymouth Argyle        | 1:1      | Bristol Rovers       |
| Hull City              | 2:3      | Oldham Athletic      |
| FC Altrincham          | 1:2      | FC Darlington        |
| Exeter City            | 0:0      | Dagenham & Redbridge |
| Scunthorpe United      | 3:2      | FC Brentford         |
| Mansfield Town         | 4:0      | Huddersfield Town    |
| Cardiff City           | 3:0      | Port Vale            |
| Halifax Town           | 1:1      | Stoke City           |
| York City              | 2:0      | FC Reading           |
| Peterborough United    | 1:0      | AFC Bournemouth      |
| Leyton Orient          | 2:1      | Lincoln City F.C.    |
| Hinckley United        | 0:2      | Cheltenham Town      |

Wiederholungsspiele
|                      | Ergebnis |                 |
| -------------------- | -------- | --------------- |
| Southend United      | 2:0      | FC Chesterfield |
| Bristol Rovers       | 3:2      | Plymouth Argyle |
| Dagenham & Redbridge | 3:0      | Exeter City     |
| Stoke City           | 3:0      | Halifax Town    |

### Dritte Hauptrunde
Die Spiele wurden am 5. bis 8. Januar 2002 absolviert. Nötige Wiederholungsspiele wurden für den 15. bis 21. Januar angesetzt.
|                         | Ergebnis |                      |
| ----------------------- | -------- | -------------------- |
| FC Darlington           | 2:2      | Peterborough United  |
| FC Burnley              | 4:1      | FC Canvey Island     |
| FC Liverpool            | 3:0      | Birmingham City      |
| FC Watford              | 2:4      | FC Arsenal           |
| FC Walsall              | 2:0      | Bradford City        |
| Leicester City          | 2:1      | Mansfield Town       |
| Aston Villa             | 2:3      | Manchester United    |
| Grimsby Town            | 0:0      | York City            |
| Macclesfield Town       | 0:3      | West Ham United      |
| Wolverhampton Wanderers | 0:1      | FC Gillingham        |
| Crewe Alexandra         | 2:1      | Sheffield Wednesday  |
| AFC Sunderland          | 1:2      | West Bromwich Albion |
| Derby County            | 1:3      | Bristol Rovers       |
| Sheffield United        | 1:0      | Nottingham Forest    |
| Stockport County        | 1:4      | Bolton Wanderers     |
| Newcastle United        | 2:0      | Crystal Palace       |
| Wycombe Wanderers       | 2:2      | FC Fulham            |
| Manchester City         | 2:0      | Swindon Town         |
| FC Barnsley             | 1:1      | Blackburn Rovers     |
| Coventry City           | 0:2      | Tottenham Hotspur    |
| FC Portsmouth           | 1:4      | Leyton Orient        |
| Brighton & Hove Albion  | 0:2      | Preston North End    |
| Norwich City            | 0:0      | FC Chelsea           |
| FC Millwall             | 2:1      | Scunthorpe United    |
| FC Wimbledon            | 0:0      | FC Middlesbrough     |
| Southend United         | 1:3      | Tranmere Rovers      |
| Cardiff City            | 2:1      | Leeds United         |
| Charlton Athletic       | 2:1      | FC Blackpool         |
| Cheltenham Town         | 2:1      | Oldham Athletic      |
| Stoke City              | 0:1      | FC Everton           |
| Rotherham United        | 2:1      | FC Southampton       |
| Dagenham & Redbridge    | 1:4      | Ipswich Town         |

Wiederholungsspiele
|                     | Ergebnis |                   |
| ------------------- | -------- | ----------------- |
| Peterborough United | 2:0      | FC Darlington     |
| York City           | 1:0      | Grimsby Town      |
| FC Fulham           | 1:0      | Wycombe Wanderers |
| Blackburn Rovers    | 3:1      | FC Barnsley       |
| FC Chelsea          | 4:0      | Norwich City      |
| FC Middlesbrough    | 2:0      | FC Wimbledon      |

### Vierte Hauptrunde
Die Spiele fanden am 26. und 27. Januar 2002 statt. Die erforderlichen Wiederholungsspiele wurden am 5. und 6. Februar ausgetragen.
|                      | Ergebnis |                   |
| -------------------- | -------- | ----------------- |
| Preston North End    | 2:1      | Sheffield United  |
| FC Gillingham        | 1:0      | Bristol Rovers    |
| FC Middlesbrough     | 2:0      | Manchester United |
| West Bromwich Albion | 1:0      | Leicester City    |
| FC Everton           | 4:1      | Leyton Orient     |
| Ipswich Town         | 1:4      | Manchester City   |
| Tranmere Rovers      | 3:1      | Cardiff City      |
| Tottenham Hotspur    | 4:0      | Bolton Wanderers  |
| FC Millwall          | 0:1      | Blackburn Rovers  |
| FC Chelsea           | 1:1      | West Ham United   |
| Charlton Athletic    | 1:2      | FC Walsall        |
| FC Arsenal           | 1:0      | FC Liverpool      |
| Cheltenham Town      | 2:1      | FC Burnley        |
| York City            | 0:2      | FC Fulham         |
| Rotherham United     | 2:4      | Crewe Alexandra   |
| Peterborough United  | 2:4      | Newcastle United  |

Wiederholungsspiele
|                 | Ergebnis |                |
| --------------- | -------- | -------------- |
| FC Millwall     | 1:2      | FC Southampton |
| West Ham United | 2:3      | FC Chelsea     |

### Fünfte Hauptrunde
Die Begegnungen wurden am 16. und 17. Februar 2002 ausgetragen. Das Wiederholungsspiel folgte am 26. Februar.
|                      | Ergebnis |                   |
| -------------------- | -------- | ----------------- |
| FC Walsall           | 1:2      | FC Fulham         |
| FC Middlesbrough     | 1:0      | Blackburn Rovers  |
| West Bromwich Albion | 1:0      | Cheltenham Town   |
| FC Everton           | 0:0      | Crewe Alexandra   |
| Newcastle United     | 1:0      | Manchester City   |
| Tottenham Hotspur    | 4:0      | Tranmere Rovers   |
| FC Chelsea           | 3:1      | Preston North End |
| FC Arsenal           | 5:2      | FC Gillingham     |

Wiederholungsspiel
|                 | Ergebnis |            |
| --------------- | -------- | ---------- |
| Crewe Alexandra | 1:2      | FC Everton |

## Sechste Hauptrunde
Die Spiele fanden vom 9. und 10. März 2002 statt. Das Wiederholungsspiel fand am 23. März seine Austragung.
|                      | Ergebnis |            | Zuschauer |
| -------------------- | -------- | ---------- | --------- |
| FC Middlesbrough     | 3:0      | FC Everton | 26.950    |
| West Bromwich Albion | 0:1      | FC Fulham  | 24.811    |
| Newcastle United     | 1:1      | FC Arsenal | 51.027    |
| Tottenham Hotspur    | 0:4      | FC Chelsea | 32.896    |

Wiederholungsspiel
|            | Ergebnis |                  | Zuschauer |
| ---------- | -------- | ---------------- | --------- |
| FC Arsenal | 3:0      | Newcastle United | 38.073    |

## Halbfinale
Die Spiele wurden am 14. April 2002 ausgetragen. Als Austragungsort diente für Middlesbrough gegen Arsenal das Old Trafford in Manchester. Der FC Fulham und Chelsea begegneten sich im Villa Park in Birmingham.
|                  | Ergebnis |            | Zuschauer |
| ---------------- | -------- | ---------- | --------- |
| FC Fulham        | 0:1      | FC Chelsea | 36.147    |
| FC Middlesbrough | 0:1      | FC Arsenal | 61.168    |

## Finale
| FC Arsenal                                                                      | FC Arsenal | FC Chelsea | FC Chelsea | Aufstellung                             |
| ------------------------------------------------------------------------------- | --- | --- | ---------- | --------------------------------------- |
| FC Arsenal                                                                      | \| Samstag, 4. Mai 2002 um 15:00 Uhr (WESZ) in Cardiff, Wales (Millennium Stadium) \| \| Ergebnis: 2:0 (0:0) \| \| Zuschauer: 73.963 \| \| Schiedsrichter: Mike Riley \| \| Spielbericht \|                                                               | \| Samstag, 4. Mai 2002 um 15:00 Uhr (WESZ) in Cardiff, Wales (Millennium Stadium) \| \| Ergebnis: 2:0 (0:0) \| \| Zuschauer: 73.963 \| \| Schiedsrichter: Mike Riley \| \| Spielbericht \| | FC Chelsea | Aufstellung FC Arsenal gegen FC Chelsea |
| FC Arsenal                                                                      | David Seaman – Lauren, Sol Campbell, Tony Adams , Ashley Cole – Sylvain Wiltord (66. Martin Keown), Ray Parlour, Patrick Vieira, Freddie Ljungberg – Dennis Bergkamp (72. Edu), Thierry Henry (81. Nwankwo Kanu) Cheftrainer: Arsène Wenger ( Frankreich) | Carlo Cudicini – Mario Melchiot (76. Boudewijn Zenden), William Gallas, Marcel Desailly – Celestine Babayaro (45. John Terry), Jesper Grønkjær, Frank Lampard, Emmanuel Petit, Graeme Le Saux – Eiður Guðjohnsen, Jimmy Floyd Hasselbaink (68. Gianfranco Zola) Cheftrainer: Claudio Ranieri ( Italien) | FC Chelsea | Aufstellung FC Arsenal gegen FC Chelsea |
| FC Arsenal                                                                      | 1:0 Ray Parlour (70.) 2:0 Freddie Ljungberg (80.) | | FC Chelsea | Aufstellung FC Arsenal gegen FC Chelsea |
| FC Arsenal                                                                      | Patrick Vieira (26.), Thierry Henry (75.) | Graeme Le Saux (2.), John Terry (75.), Eiður Guðjohnsen (90.+1') | FC Chelsea | Aufstellung FC Arsenal gegen FC Chelsea |
| Samstag, 4. Mai 2002 um 15:00 Uhr (WESZ) in Cardiff, Wales (Millennium Stadium) | | |            |                                         |
| Ergebnis: 2:0 (0:0)                                                             | | |            |                                         |
| Zuschauer: 73.963                                                               | | |            |                                         |
| Schiedsrichter: Mike Riley                                                      | | |            |                                         |
| Spielbericht                                                                    | | |            |                                         |